# Groove Musica
Groove Musica (precedentemente Xbox Music) è un lettore multimediale integrato in Windows 8, Windows 8.1 e Windows 10.

## Descrizione
L'app è anche associata ad un servizio di streaming musicale ormai non più in funzione, Groove Music Pass (precedentemente Zune Music Pass e Xbox Music Pass), supportato da Windows, console per videogiochi Xbox, Windows Phone, nonché Android e iOS. Il catalogo di Groove presentava oltre 50 milioni di tracce. Groove Music Pass è stato ufficialmente interrotto il 31 dicembre 2017 e le versioni Android e iOS dell'applicazione Groove Music sono state sospese a partire da dicembre 2018.

## Cronologia
In precedenza Microsoft si era avventurata nei servizi musicali con il suo marchio Zune. Zune Music Marketplace include 11 milioni di brani. La linea dei lettori Zune e del negozio di musica Zune non ha avuto successo e il marchio è stato in gran parte abbandonato all'inizio del 2010, sebbene continuasse a esistere su dispositivi diversi e Zune Music Pass offriva accesso illimitato alle canzoni per 9,99 dollari al mese.
Durante la conferenza stampa E3 2012, e sulla scia dell'imminente rilascio di Windows 8, Microsoft ha annunciato il rilancio del servizio come Xbox Music. Accanto all'annuncio che accompagna Xbox Video, questa mossa aveva lo scopo di posizionare Xbox come principale marchio di intrattenimento della compagnia. Entrambi i servizi sono stati lanciati il 16 ottobre 2012.
Il 6 luglio 2015, Microsoft ha annunciato il rebranding di Xbox Music come Groove per legarsi all'imminente rilascio di Windows 10. Il nuovo marchio utilizzava il marchio Microsoft "Groove" precedentemente utilizzato per il prodotto non correlato Microsoft Office Groove (ora OneDrive for Business). Joe Belfiore ha spiegato che il rebranding era inteso a dissociare il servizio dalla linea di prodotti Xbox, rendendolo più inclusivo alle piattaforme non Xbox.
Il 2 ottobre 2017, Microsoft ha annunciato che interromperà il servizio di abbonamento Groove Music Pass e gli acquisti musicali su Windows Store dopo il 31 dicembre 2017, lasciando il supporto per la riproduzione di musica archiviata localmente e su OneDrive. A questo punto, Microsoft ha iniziato a pubblicizzare il servizio in concorrenza a Spotify, visualizzando un banner pubblicitario per il servizio nell'interfaccia utente di Groove Music, e offrendo la possibilità di migrare raccolte musicali e playlist al servizio. Come effetto collaterale della cessazione, Microsoft ha inoltre annunciato il 31 maggio 2018 che anche le app Groove Music per Android e iOS verranno sospese e cesseranno di funzionare il 1º dicembre 2018, con gli utenti reindirizzati a Google Play Music e iTunes Match per cloud simili funzionalità di sincronizzazione (l'app OneDrive offre ancora funzioni limitate di riproduzione musicale all'interno).
Dal 2023 in Windows 11 Groove Musica è sostituito da Lettore Multimediale di Windows

## Groove Music Pass
Groove Music Pass (precedentemente Xbox Music Pass e Zune Music Pass) era un servizio di abbonamento a pagamento discontinuo che ha consentito lo streaming illimitato del catalogo del servizio su qualsiasi dispositivo con il servizio installato. I prezzi negli Stati Uniti includevano abbonamenti mensili e annuali. Era disponibile un'offerta di prova di un mese, ma coloro che in precedenza avevano provato l'abbonamento a Zune Music Pass prima del rebranding non erano idonei per questa offerta. Un livello di streaming supportato da pubblicità era precedentemente disponibile, ma è stato interrotto a partire dal 1º dicembre 2014. La musica poteva anche essere acquistata direttamente da Windows Store.
La musica acquistata dagli utenti e le playlist composte da brani disponibili sul servizio potrebbero essere sincronizzati tramite OneDrive e accessibili da più dispositivi. Le canzoni nella libreria locale di un utente su un PC Windows 8.1 potrebbero essere abbinate e rese disponibili ad altri dispositivi, se disponibili su Groove Music Pass. Le "stazioni radio" personalizzate possono essere generate utilizzando brani correlati a brani selezionati dall'utente Era possibile scaricare brani per l'ascolto offline su smartphone. Il caricamento di musica non Groove è diventato disponibile a partire da Windows 10.
L'aggiornamento dell'anniversario di Windows 10 ha permesso agli utenti di nascondere dall'interfaccia le funzionalità che richiedono un Groove Music Pass.
Il 2 ottobre 2017, Microsoft ha annunciato l'interruzione del servizio Groove Music Pass a partire dal 31 dicembre 2017. Gli abbonati esistenti sono stati rimborsati e Microsoft ha iniziato a promuovere Spotify come alternativa consentendo la migrazione delle playlist salvate al servizio.

### Collezione Cloud
Groove Music consente agli utenti di creare una raccolta di brani e playlist che esplorano il cloud su tutti i dispositivi supportati Le canzoni possono essere aggiunte dal Groove Music Store o abbinate (all'interno del Groove Music Catalog) a brani salvati localmente sul computer dell'utente o caricati nell'account OneDrive dell'utente per il Paese in cui si trovava.

### API per sviluppatori
Le API di Groove Music hanno consentito l'accesso ai servizi Web RESTful per gli sviluppatori per sfruttare il catalogo e le funzionalità del servizio nella loro applicazione o sito web.

### Disponibilità geografica

Blu: Groove Music Pass è disponibile
Blu scuro: solo Groove Music Store è disponibile

Paesi in cui era disponibile Groove:
- Argentina
- Australia
- Austria
- Belgio
- Brasile
- Canada
- Danimarca
- Finlandia
- Francia
- Germania
- Irlanda
- Italia
- Giappone (Solo store)
- Messico
- Paesi Bassi
- Nuova Zelanda
- Norvegia
- Portogallo
- Spagna
- Svezia
- Svizzera
- Regno Unito
- Stati Uniti